# Xylotrechus subdepressus
Xylotrechus subdepressus är en skalbaggsart som först beskrevs av Louis Alexandre Auguste Chevrolat 1863.  Xylotrechus subdepressus ingår i släktet Xylotrechus och familjen långhorningar.
Artens utbredningsområde är Laos. Inga underarter finns listade i Catalogue of Life.